# Shlomo Alkabetz
Shlomo ben Moshe ha-Levi Alkabetz (em hebraico: שלמה בן משה הלוי אלקבץ); rabbi Salomão ben Moisés Alkabetz ou Shlomo ha-Levi Alkabetz ou Elqabetz, Alqabitz, Alkabetz, Alqabes, foi um conhecido poeta e cabalista; compositor da canção Leká Dodi. Nasceu no início do século XV, em aprox. 1505, em Tessalônica e depois morou em Adrianópolis e morreu em aprox. 1580. Foi enterrado em Safed.

## Vida
Rabbi Shlomo cresceu e foi educado e casou-se em Salônica, mas era de uma família dos judeus deportados da Espanha. Em 1517 a Turquia assumiu o controle do Egito e da Terra de Israel, e assim o país fazia parte do reino turco. Judeus de todo o reino turco começaram imigrar para Eretz Israel. 'Elqabetz foi um estudante da Yeshivá do rabbi Tàytàtzaq, um dos líderes da diáspora espanhola no século XVI sob o Império Otomano em geral e na Grécia em particular.
Em 1529, aos 25 anos casou-se com a filha do rico Yitzhak Cohen de Salônica; depois disso, foi para Adrianópolis. Durante sua estada em Adrianópolis, ele começou a se engajar intensivamente na cabalá, em seus livros e piyutim, escritos daquele período, havia considerável influência cabalística. Naquela época, ele escreveu outros livros: Beit Hashem , Avotot Ahava , Ayelet Ahavim e Brit HaLevi; esse último dedicado aos discípulos de Adrianópolis. Entre sues alunos estavam: Rabbi Shmuel Ozida (autor do Midrash Shmuel no Pirke Avot), Avraham Galante (autor de Yareach Yakar no Zohar). Em seu círculo incluíam-se Moshe Alshik e Yosef Q'ro, assim como seu famoso cunhado Moshe Cordovero.
Em 1535, 'Elqabetz concluiu sua jornada, chegando em Safed. Estando lá, seguindo a prática descrita no Zohar de recitar passagens bíblicas conhecidas como Tikūn na noite de Shavuot , o rabino Shlomo e o rabino Yosef ficaram acordados durante toda a noite lendo. Durante a recitação dos textos exigidos, o rabino Yosef teve uma experiência mística: a Shekiná apareceu como uma maggid, elogiando o círculo e dizendo-lhes para se mudarem para a Terra de Israel. Quando eles voltaram a subir a segunda noite de Shavuot, a Shekiná foi inflexível sobre a sua mudança para a terra de Israel. O conto foi registrado por Elqabetz em "Introdução ao livro, Magid Mesharim."

## Obras
Entre suas obras impressas estão:
- Lecha Dodi (1579), um hino místico para inaugurar o Shabat.
- Manot HaLevi (concluído em 1529, publicado em 1585) no O Meguilá.
- Ayalet Ahavim (concluído em 1532, publicado em 1552) no Shir HaShirim.
- Shoresh Yishai (concluído em 1552, publicado em 1561) no Livro de Rut.
- Brit HaLevi (1563), um comentário cabalístico sobre a Ággadá de Páscoa.
- Ou Tzadikim, um livro de sermões.

Entre as existentes em manuscrito estão:
- Divrei Shlomo, na seção da Escritura conhecida como Escritos.
- Naim Zemirot, em Tehilim.
- Sukkat Shalom, Avotot Ahavah, na Torá.
- Pitzei Ohev, no livro de 'Yob.
- Apiryon Shlomo, Beit Hashem, Beit Tefilla, interpretações das orações.
- Lechem Shlomo , sobre as diretrizes para a santificação de refeições, de acordo com a cabalá.
- Mittato shel Shlomo, sobre o significado místico da união sexual.
- Shomer Emunim, sobre os princípios fundamentais da fé.

## Doutrina
Suas obras escritas em Adrianópolis centram-se na santidade do povo de Israel, na Terra de Israel , e no especialismo das mitsvot. Elqabetz aceita a tradição de que Ester era casada com Mordekai antes de ser levada ao palácio do rei e tornar-se rainha, e até continuou seu relacionamento com Mordekai depois de ocupar seu posto real. A visão do midrash articulada por Alkabetz e outros membros da escola de Tàytàtzaq representa uma extensão da visão da autoridade da lei oral e midrash halákico para midrash ággadista assim conduz à santificação e quase canonização de expansões ággadistas da narrativa bíblica.

## Ligações externa
- Judaica, Enciclopédia. «שלמה אלקבץ, לכה דודי». Consultado em 22 de abril de 2018
- Hebraico, Wikipédia. «יוסף טאיטאצאק». Consultado em 22 de abril de 2018
- Hebraico, Wikipédia. «שלמה אלקבץ». Consultado em 22 de abril de 2018